# Richard C. Atkinson
Richard Chatham Atkinson (Oak Park, Illinois, 1929. március 19. –) amerikai pszichológus, egyetemi tanár és egyetemi vezető. A Kalifornia Egyetem egykori elnöke és régense, valamint korábbi rektora.

## Életútja
Atkinson a Stanford Egyetem pszichológia professzoraként kezdte pályafutását, ahol Patrick Suppes-al olyan kísérleteken dolgoztak, amelyekben megpróbáltak számítógép használatával matematikát és olvasást tanítani Palo Altó-i általános iskolákba járó gyerekeknek. A stanfordi Tehetséggondozó Ifjúsági Oktatási Program ezen korai kísérletekből alakult ki. 
Végül Atkinson áttért a kutatásról a közigazgatási pályára, és a Nemzeti Tudományos Alapítvány igazgatója, a San Diegó-i Kalifornia Egyetem rektora, és a Kaliforniai Egyetem rendszerének elnöke lett.
Atkinsont széles körben elismerik tudományos, akadémiai és közigazgatási munkájáért. Beválasztották a Nemzeti Tudományos Akadémia, az Orvostudományi Intézet, a Nemzeti Oktatási Akadémia, és az Amerikai Filozófiai Társaság köreibe. Ő volt az Amerikai Szövetség a Tudomány Fejlődéséért, valamint az Amerikai Egyetemek Szövetségének elnöke, és számos tudományos fokozat tulajdonosa. Egy antarktiszi hegyet, az Atkinson Hallt, és a Kaliforniai Távközlési és Információs Technológiai Intézet San Diegó-i otthonát az ő tiszteletére róla nevezték el.

## Kutatásai

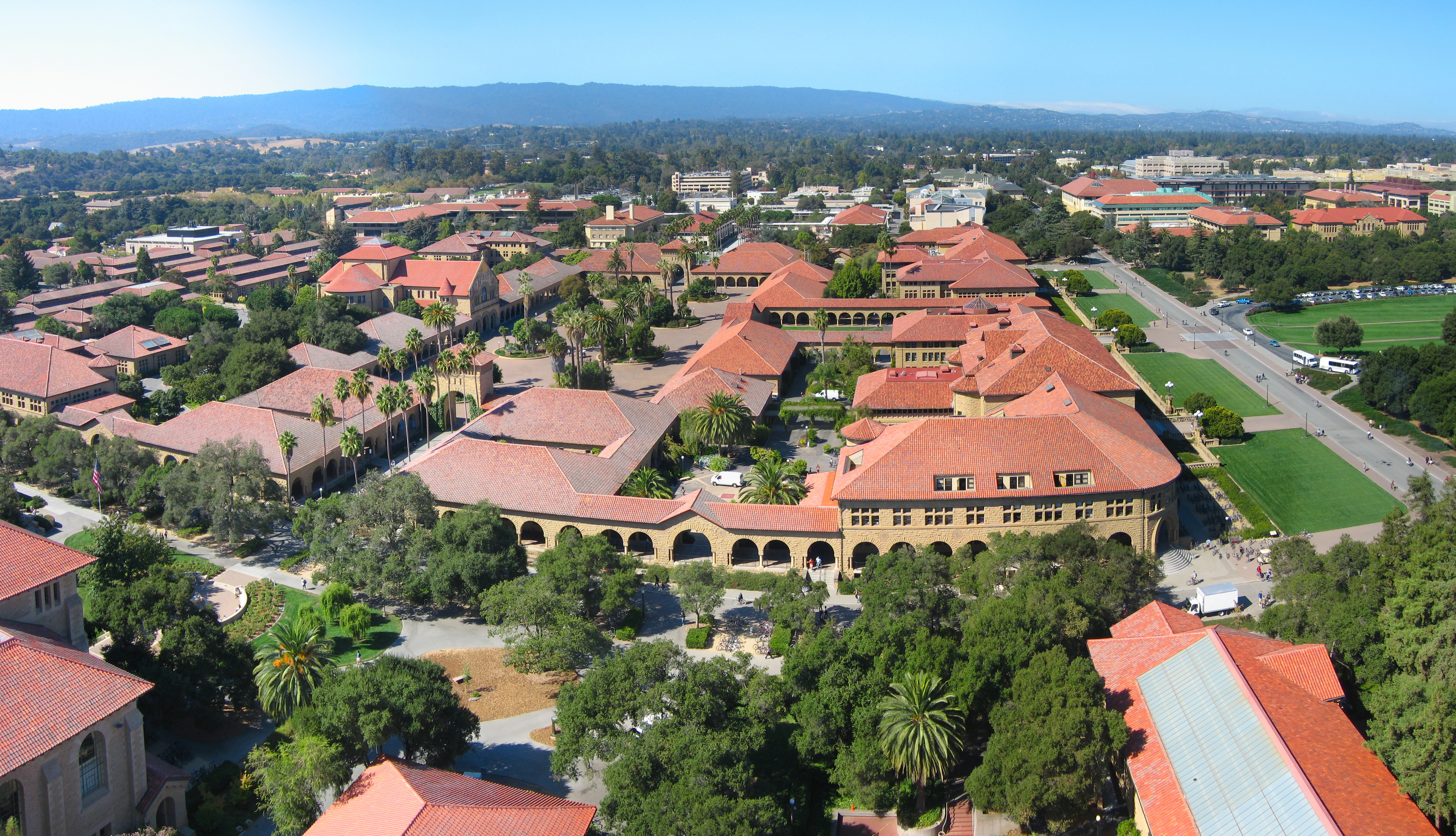
Stanford Egyetem kampusz felülről, 1956-1975-ig Atkinson C. munkaállomása

Miután megszerezte diplomáját a Chicago-i Egyetemen, és doktori diplomáját kísérleti pszichológiából és matematikából az Indiana Egyetemen, Atkinson csatlakozott a Stanford Egyetem tanári karához 1956-ban. Azon hároméves időszak kivételével, amelyet a Los Angeles-i Kalifornia Egyetemen töltött, a Stanfordon dolgozott pszichológia professzorként 1956 és 1975 között. 1974-ben beválasztották az Amerikai Művészeti és Tudományos Akadémia tagjai közé. Kutatásai az emberi memória és kogníció matematikai modelljeiről további kinevezésekhez vezettek a Mérnöki Iskolában, az Oktatási Iskolában, az Alkalmazott Matematikai és Statisztikai Laboratóriumokban, és a Társadalomtudományok Matematikai Tanulmányainak Intézetében. Atkinson elmélete az emberi memóriáról hatással volt a kísérleti pszichológia területén végzett kutatások kialakítására. A számítógépes oktatás fejlődése és a tanulási folyamatok optimalizálásának módszerei elméletének legtöbbet alkalmazott eredményei közé tartoznak. 
1977-ben megkapta az Amerikai Pszichológiai Társaság Tudományos Közreműködés Díját.

## Nemzeti Tudományos Alapítvány
Atkinsont Jimmy Carter, amerikai elnök nevezte ki a Nemzeti Tudományos Alapítvány igazgatójának (1975-1980). Többek között ő volt felelős a Kínai Népköztársaság és az Amerikai Egyesült Államok közötti tárgyalásokért az első egyetértési megállapodásról, amely kutatók és tudósok cseréjéről szólt. Ez később része lett egy még átfogóbb egyezménynek a tudomány és technológia területén Kína és az Egyesült Államok között, amelyet Chair Deng Xiaoping és Jimmy Carter amerikai elnök írt alá 1979 januárjában.
Atkinson megbízatása alatt az NTA-ban, mind szkeptikus kongresszusi képviselők, mind a média gyakori támadásokat intézett az ellen, hogy államilag finanszírozzanak olyan alapvető kutatásokat, amelyek szerintük alig jelentettek többet, mint alapvető kíváncsiság támogatását triviális témákban az adófizetők költségén. Ezt az irányzatot találóan jelképezi William Proxmire szenátor Aranygyapjú Díja az elpazarolt és csaló nyilvános programokért, amelyek közül például az egyik, amelyik az NTA-hoz került a screwworm legyek szexuális viselkedéséről szólt. Az NTA igazgatójaként Atkinson védte ezeket a projekteket, – amelyek értékét végül Proxmire szenátor is elismerte – és az alapvető szellemi vizsgálatok hosszútávú jelentőségét hangsúlyozta. Ugyanebben a szellemben, az NTA végzett néhány korai kutatást is az alapvető kutatások termeléshez és gazdasági tevékenységhez való hozzájárulásáról.

## U. C. San Diego

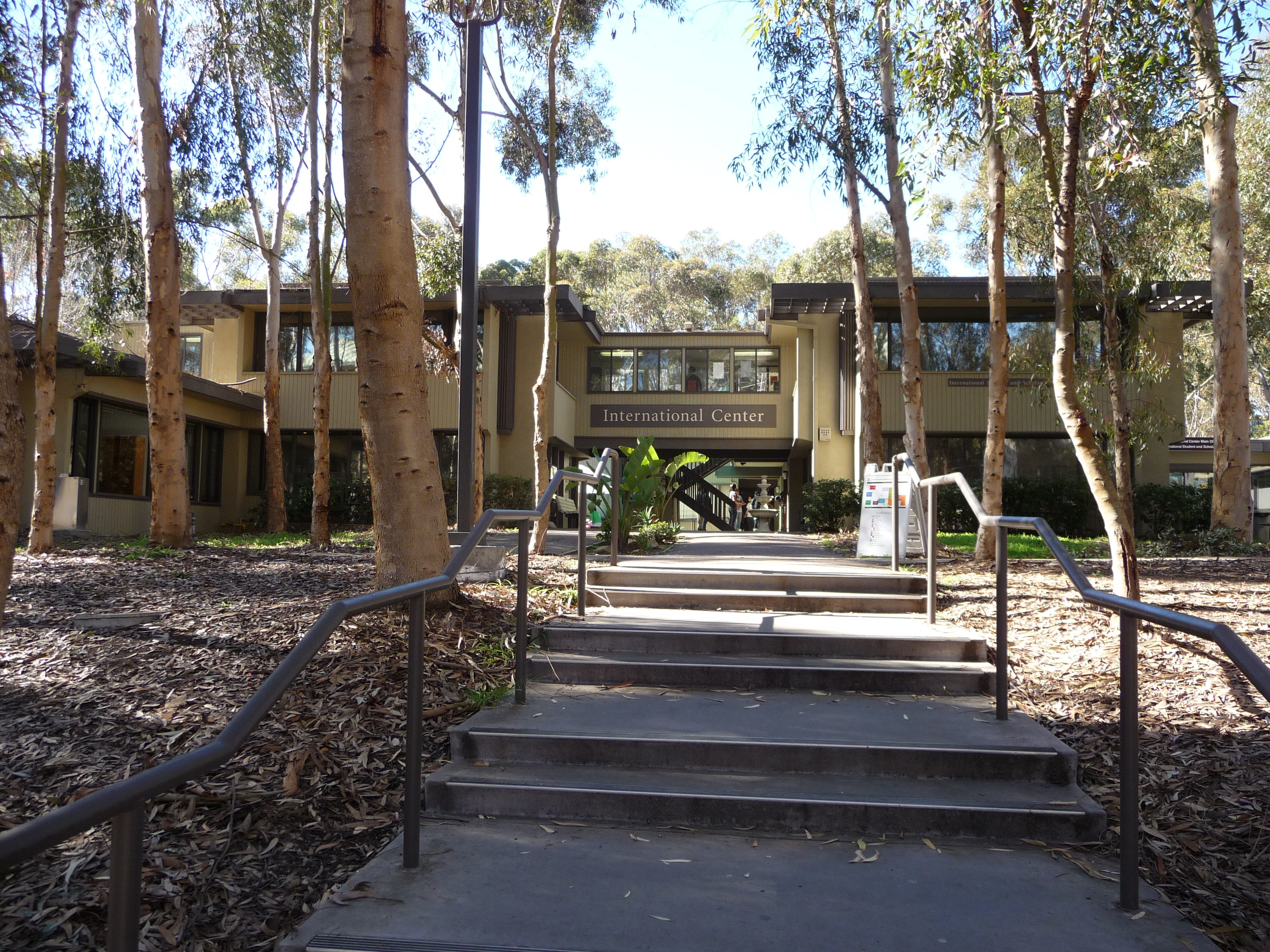
Kaliforniai Egyetem (San Diego) nemzetközi központja, C. Atkinson munkaállomása (1980-1995)

Atkinson volt a San Diegó-i Kaliforniai Egyetem (University of California at San Diego, UCSD) rektora 1980 és 1995 között, ahol az egyetem jelentős közigazgatási átszervezését hajtotta végre, és folyamatos erőfeszítéseket tett az egyetem, és San Diego város kapcsolatának megerősítésére. Ezek a rendkívül sikeres eredmények fontos pénzügyi és közösségi támogatást jelentettek, a magán adományok évi 15 millió dollárról 50 millió dollárra emelkedtek a kinevezése alatt. Az 1980-as évek szűk költségvetésének ellenére innovatív módszereket talált az új épületek építésének finanszírozására, és az új tudományos programok támogatására. A San Diego-i Kalifornia Egyetemre, növekvő tudományos hírneve miatt, a tekintélyes Amerikai Egyetemek Szövetségének 1982-es tagsági választásán úgy utaltak, mint az ország 62. legnépszerűbb kutató egyetemére. A campus méretének folyamatos növekedése, és megkülönböztetése volt Atkinson megbízatásának a védjegye. Az UCSD kara közel 50%-kal, a beiratkozás pedig a duplájára – 18 000 diákra – növekedett. 1995-ben, a doktori program minőségét a Nemzeti Kutatási Tanács a 10. helyre sorolta az országban.
Az UCSD-n töltött évei alatt Atkinson stratégiája a technológia átadásának, valamint az ipar aktív részvételének bátorítása volt, különösen kis, csúcstechnológiájú cégekkel kapcsolatban, amelyek San Diego körül tűntek fel az 1980-as és 1990-es években (pl.: Bien Logic). 1985-ben indult az UCSD Kapcsolat program, amely egy önfenntartó, de a San Diego-i Kalifornia Egyetem Kiterjesztése által működtetett kezdeményezés. A program sikeres volt a csúcstechnológia területén tevékenykedő törekvő vállalkozóknak történő segítségnyújtásban az információszerzés és finanszírozás területén, valamint az olyan alapvető témák gyakorlati támogatásában, mint az üzleti terv készítése, marketing, és a tőke vonzása, illetve az üzleti életet befolyásoló nyilvános politikai kérdések támogatójaként is működött. Az UCSD kiemelkedő oktatói, innovatív kutatásai, illetve az ipar és az egyetem partneri elkötelezettsége voltak az alapvető tényezők, amelyek a San Diego-i régiót a világ vezetőjévé tették a technológiai iparágak területén.

## Kaliforniai Egyetem
1995 októberében Atkinson lett a Kaliforniai Egyetem (University of California, UC) 17. elnöke. Fő célja az volt, hogy fenntartsa az egyetem tanári karának kiválóságát, amelyet számos nemzeti tanulmány is elismert az egyetemi tudományos programmal kapcsolatban. Ugyanennyire fontos kihívás volt a további 63 000 hallgató befogadása – a beiratkozás 40%-kal növekedett – 1998 és 2010 között. Az UC Merced volt 40 éve az első új kampusz, amely Atkinson elnöksége alatt alakult. 
Mindemellett igyekezett kibővíteni az egyetem hozzájárulását a kaliforniai termelékenységhez, és gazdasági növekedéshez, olyan törekvéseken keresztül, mint az Ipar-Egyetem Kooperációs Kutatási Program, amely támogatást nyújt együttműködési kutatásoknak az állam versenyképessége szempontjából kritikus területeken. A Kaliforniai Intézetek a Tudományért és a Fejlesztésért, amelyet Gray Davis, kaliforniai kormányzó javasolt, és hozott létre négy campuson, célja az volt, hogy új generációs tudást teremtsen a csúcstechnológia területein, az iparral kialakított interdiszciplináris kutatási kapcsolatokon keresztül.
Atkinson legfontosabb feladata azonban elnökként 1995 júliusától folyt, amikor az UC Régensi Tanácsának döntést kellett hoznia a faji megkülönböztetések kiküszöböléséről a felvételi tekintetében. A vezetése alatt az egyetem ambiciózus kapcsolatba lépett a K-12-es állami iskolákkal a tudományos teljesítmény növelésének érdekében a kaliforniai gyerekek között. Az UC-n belül az Akadémiai Szenátus és a Régensek jóváhagyták a javaslatát, amely több új utat kínált ahhoz, hogy közelebb hozza az egyetemet a szelektív magánegyetemek által használt diákok nyilvántartásának átfogó vizsgálatához. A hivatali ideje végére a Kalifornia Egyetem több kisebbségi diákot regisztrált, mint 1997-ben, egy évvel azelőtt, hogy a megerősítő intézkedések tilalma életbe lépett.
Atkinson vezetésével, az egyetem elfogadott egy új, tudományos függetlenségi alapelvet, amely egyértelműen meghatározta az tanári kar központi szerepét, hogy megvédje és előre mozdítsa a tanítás, és kutatás szabadságát, illetve hogy szabadon kifejezze és publikálja véleményét a modern kutatóegyetem vonatkozásában. Megalapította a Kaliforniai Digitális Könyvtárat, a Kaliforniai Egyetem gyűjteményének bővítésére, valamint, hogy fejlessze a tudományos kommunikáció új formáit. Az egyetem több új szakiskolát hozott létre, és elkezdte a diplomások beiratkozásának bővítését. A jelentkezések száma a mérnöki és számítógépes tudományokra – a kaliforniai gazdaság csúcstechnológiája szempontjából fontos tudományágak – közel 70%-kal növekedett, és a teljes egyetemi beiratkozás a harmadával nőtt, 150 ezerről 202 ezer diákra. Az egyetem virágzott Atkinson hivatali ideje alatt. Ez volt az első alkalom, hogy a magán adományozás elérte az egymilliárd dolláros határt évente, az egyetem államilag finanszírozott költségvetése megduplázódott, és a szövetségi kutatási alapok a magasba szöktek.

## Magánélete
Atkinson felesége Rita, pszichológus, házasságukból egy leánygyermek született, Lynn, aki ma nyugdíjas idegsebész. Lynn férje gyermekgyógyász sebész, David Drucker, két gyerekük van: Natalie és Adam Drucker.

## Hagyatéka
2001 februárjában Atkinson bejelentette, hogy javasolja az Egyetemi Bizottság SAT I vizsgájának, mint felvételi követelménynek a megszüntetését a Kalifornia Egyetemen. A diákokat, érvelt, az alapján kell vizsgálni, amit ténylegesen megtanultak, nem az alkalmasság rosszul definiált fogalmai mentén. Atkinson javaslata nemzeti vitát váltott ki a relatív alkalmasság érdemei és a teljesítmény tesztek alkalmazása között, amely végül a SAT I jelentős módosításához vezetett. Az új vizsga, amelyet 2005-ben vezettek be, magában foglalt magasabb szintű matematikai feladatokat, és egy írásbeli dolgozatot, hogy meghatározza a diákok számolásos, és írásos képességeit, amelyekre a sikeres egyetemi munkában szükségük lehet.
Elnökként, Atkinsonnak szembe kellett néznie az amerikai felsőoktatás legvitatottabb, és legösszetettebb kérdéseivel, a sokszínűség kezelésétől a több milliárd dolláros költségvetés kezeléséig, amely nagyobb volt, mint a legtöbb államban. Emlékezeteset alkotott amiatt, hogy képes volt az egyetemet az aktív támogató intézkedések korába vezetni, valamint kreatív és energikus vezetése szempontjából, amelyet az állam legkiválóbb állami egyetemére vitt.
2005-ben a névtelen Hatodik Főiskola az UCSD-n a nevét az ő tiszteletére változtatta meg. 2005 április 27-e körül az egyetem diákjait értesítették, hogy Dr. Atkinson visszavonta, hogy nevét adja a jövőben névrokon Hatodik Főiskolának. A döntés nagy meglepetést váltott ki, mivel Atkinson egy héttel korábban azt nyilatkozta a The San Diego-Union Tribune-nek, hogy „megtiszteltetés, hogy ezt a nevet hagyták jóvá”. Habár a diákok vegyes érzelmekkel fogadták az elnevezési javaslatot, a bizonyított ellenérvek általában szegényesek voltak, az ellenfelek feltűnően szervezett kritikája szerint egy fajilag változatosabb nevet szándékoztak adni. A Perry botrány nem merült fel témaként a nyilvános kritika számára.

## Kötetei (válogatás)

### Magyarul
- Pszichológia; közrem. Susan Nolen-Hoeksema, ford. Bodor Péter et al., szerk. Csibra Gergely; Osiris-Századvég, Bp., 1994 (Osiris-Századvég tankönyvek)
- R.C. Atkinson – Rita L. Atkinson: Pszichológia. 2. jav. kiad. Budapest : Osiris, 2002. 660 p. ISBN 963-389-338-0

### Angol nyelven
- R.C. Atkinson, “Instruction in Initial Reading Under Computer Control: The Stanford Project,” Educational Data Processing, Vol. 4, No. 4, 1967, pp. 175–192
- R.C. Atkinson, “Computerized Instruction and the Learning Process,” American Psychologist, Vol. 23, 1968, pp. 225–239.
- R.C. Atkinson and H.A. Wilson, “Computer-Assisted Instruction,” in R.C. Atkinson and H.A. Wilson, eds., Computer-Assisted Instruction: A Book of Readings, Academic Press, New York, 1969.